# Horst Schellhammer
Horst Schellhammer (* 13. Dezember 1937) ist ein ehemaliger deutscher Fußballspieler, der für die Betriebssportgemeinschaft (BSG) Motor Steinach von 1963 bis 1965 43 Spiele in der DDR-Oberliga, der höchsten Spielklasse im DDR-Fußball, bestritt und dabei ein Tor erzielte.

## Sportliche Laufbahn
Schellhammer spielte bis zum Dezember 1962 bei Chemie Lauscha in der drittklassigen II. DDR-Liga. Im Nachbarort war Motor Steinach in der I. Liga vertreten und war auf der Suche nach einem weiteren Abwehrspieler. Dieser wurde in Schellhammer gefunden, der vom Februar 1963 bis zum Saisonende in allen restlichen 13 Punktspielen eingesetzt wurde. Nach einem Jahr Zugehörigkeit zur DDR-Liga schaffte Motor Steinach 1963 den Aufstieg in die DDR-Oberliga. Schellhammer wurde in der ersten Oberligasaison der Steinacher im Wesentlichen als Innenverteidiger eingesetzt und kam in der 26 Punktspiele umfassende Spielzeit 21-mal zum Einsatz. Bereits in der Rückrunde setzte Trainer Heinz Leib Schellhammer gelegentlich als rechten Verteidiger ein, und auf dieser Position spielte er in der Regel auch in seinen 22 Oberligaspielen in der Saison 1964/65.
Nach der Saison 1964/65 musste Motor Steinach wieder aus der Oberliga absteigen. In der DDR-Liga spielte Schellhammer noch bis 1971 für die BSG Motor. In diesen sechs Spielzeiten mit insgesamt 180 Punktspielen bestritt er 147 Partien. In jeder Saison konnte er sich in die Torschützenliste eintragen und kam auf neun Treffer. Anschließend kehrte er zur BSG Chemie Lauscha zurück, die inzwischen in der seit 1963 drittklassigen Bezirksliga Bezirk Suhl spielte. Nach Beendigung seiner Fußballerlaufbahn wurde Schellhammer bei Chemie Lauscha Übungsleiter.